# Parafia św. Małgorzaty w Górze Świętej Małgorzaty
Parafia Świętej Małgorzaty w Górze Świętej Małgorzaty – parafia rzymskokatolicka należąca do dekanatu Piątek diecezji łowickiej. Erygowana w 1145. Mieści się pod numerem 38A. Duszpasterstwo w niej prowadzą księża diecezjalni.

## Zasięg parafii
Do parafii należą wierni z następujących miejscowości: Ambrożew (nr 1-51), Bogdańczew, Bryski Kolonia, Bryski, Czarnopole, Czerników, Gaj, Głupiejew, Góra Świętej Małgorzaty, Janów, Karsznice, Konstancin, Kosin, Kosiorów, Łętków, Maciejew, Mchowice, Mierczyn, Moraków, Mysłówka, Nowy Gaj, Orszewice, Podgórzyce, Rogulic, Sługi, Stary Gaj, Stawy, Zagaj, Żabokrzeki.